# Saurothera
A Saurothera (Coccyzinae) a madarak osztályának kakukkalakúak (Cuculiformes) rendjébe és a kakukkfélék (Cuculidae) családjába tartozó nem.
Egyes rendszerbesorolások a selyemkakukkformák (Phaenicophaeinae) alcsaládjába sorolják a nemet, de van aki a Coccyzus nembe sorolja ezeket a fajokat is.

## Rendszerezés
A nembe az alábbi 4 faj tartozik:
- Puerto Ricó-i gyíkászkakukk (Saurothera vieilloti)
- gyíkászkakukk (Saurothera merlini)
- jamaicai gyíkászkakukk (Saurothera vetula)
- hispaniolai gyíkászkakukk (Saurothera longirostris)